# Falksches Schema
Das Falksche Schema (benannt nach dem deutschen Ingenieur Sigurd Falk) ist eine Tabelle, die eine optische Hilfe bei der schriftlichen Matrizenmultiplikation bietet. Der linke Faktor, die {\displaystyle (m\times r)}-Matrix, wird links von der {\displaystyle (m\times n)}-Ergebnismatrix und der rechte Faktor, die {\displaystyle (r\times n)}-Matrix, wird oberhalb der Ergebnismatrix platziert. Wo sich die {\displaystyle i}-te Zeile des linken Multiplikanden und die {\displaystyle j}-te Spalte des rechten Multiplikanden kreuzen, wird das entsprechende Skalarprodukt eingetragen.

## Beispiel
Gegeben sind die Matrizen
{\displaystyle A=\left({\begin{array}{r}1&4\\2&5\\3&-6\end{array}}\right)} und {\displaystyle B=\left({\begin{array}{r}-1&1\\1&-2\\\end{array}}\right)} .
Dann sieht das Falksche Schema zur Berechnung der Produktmatrix {\displaystyle C=A\cdot B} wie folgt aus:
{\displaystyle {\begin{array}{c}&\left({\begin{array}{r}-1&1\\1&-2\end{array}}\right)\\\left({\begin{array}{r}1&4\\2&5\\3&-6\end{array}}\right)&\left({\begin{array}{r}3&-7\\3&-8\\-9&15\end{array}}\right)\end{array}}}
Hierbei steht die Produktmatrix {\displaystyle C} unten rechts.

### Rechenweg
Zunächst werden die Matrizen höhenversetzt nebeneinander geschrieben (in der ursprünglichen Ausrichtung, also ohne Kippen oder Drehen). Man erkennt bereits anhand des Schemas, dass {\displaystyle C} eine {\displaystyle (3\times 2)}-Matrix sein muss.
|         |   |    | Spalte j |    |
|         |   |    | 1        | 2  |
|         |   |    | −1       | 1  |
| Zeile i |   |    | 1        | −2 |
| 1       | 1 | 4  |          |    |
| 2       | 2 | 5  |          |    |
| 3       | 3 | −6 |          |    |

Dann werden Schritt für Schritt die Einträge von {\displaystyle C} berechnet. Meist fängt man beim Eintrag {\displaystyle c_{11}}an. Hierzu wird die 1. Zeile von {\displaystyle A} mit der 1. Spalte von {\displaystyle B} „multipliziert“. Gemeint ist damit, dass das Skalarprodukt der entsprechenden Zeile und Spalte gebildet wird: {\displaystyle 1\cdot (-1)+4\cdot 1}. Das Ergebnis wird genau im Kreuzungspunkt der 1. Zeile von {\displaystyle A} und der 1. Spalte von {\displaystyle B} eingetragen.
|         |   |    | 1  | 2  |
|         |   |    | −1 | 1  |
| Zeile i |   |    | 1  | −2 |
| 1       | 1 | 4  | 3  |    |
| 2       | 2 | 5  |    |    |
| 3       | 3 | −6 |    |    |

Die erste Zeile von {\displaystyle A} wird mit der zweiten Spalte von {\displaystyle B} multipliziert: {\displaystyle 1\cdot 1+4\cdot (-2)}. Das Ergebnis ist das Element {\displaystyle c_{12}=-7}.
|         |   |    | Spalte j |    |
|         |   |    | 1        | 2  |
|         |   |    | −1       | 1  |
| Zeile i |   |    | 1        | −2 |
| 1       | 1 | 4  | 3        | −7 |
| 2       | 2 | 5  |          |    |
| 3       | 3 | −6 |          |    |

Analog wird mit den weiteren Zeilen verfahren. Zum Schluss wird die dritte Zeile von {\displaystyle A} mit der zweiten Spalte von {\displaystyle B} multipliziert: {\displaystyle 3\cdot 1+(-6)\cdot (-2)}. Das Ergebnis ist das Element {\displaystyle c_{32}=15}.
|         |   |    | Spalte j |    |
|         |   |    | 1        | 2  |
|         |   |    | −1       | 1  |
| Zeile i |   |    | 1        | −2 |
| 1       | 1 | 4  | 3        | −7 |
| 2       | 2 | 5  | 3        | −8 |
| 3       | 3 | −6 | −9       | 15 |